# Rehearsals for Retirement
| Recensione                        | Giudizio          |
| --------------------------------- | ----------------- |
| AllMusic                          | [ 1 ]             |
| Robert Christgau                  | B                 |
| The New Rolling Stone Album Guide | [ 3 ]             |
| Sputnikmusic                      | 4.4 (Superb)      |
| Ondarock                          | Disco consigliato |
| Dizionario del Pop-Rock           | [ 6 ]             |
| 24.000 dischi                     | [ 7 ]             |

Rehearsals for Retirement è il sesto album di Phil Ochs, registrato tra il 1968 e il 1969 e pubblicato nel maggio del 1969 per l'A&M. L'album si classificò alla posizione numero 167 della classifica Billboard 200, fu il risultato più alto ottenuto da Ochs per un album studio. Il singolo estratto da quest'album fu My Life/The World Began in Eden and Ended in Los Angeles.
Phil Ochs registrò quest'album sconvolto dalla violenza vista alla Covention democratica di Chicago del 1968. Questi eventi cambiarono completamente la vita del ventottenne texano che decise di dichiararsi morto scrivendo su di una lapide presente sulla copertina di Rehearsals for Retirement:
PHIL OCHS 

(AMERICAN) 

BORN: EL PASO, TEXAS, 1940

DIED: CHICAGO, ILLINOIS, 1968

## Tracce

### LP
Lato A
Testi e musiche di Phil Ochs.
1. Pretty Smart on My Part – 3:15
2. The Doll House – 4:30
3. I Kill Therefore I Am – 2:55
4. William Butler Yeats Visits Lincoln Park and Escapes Unscathed – 3:00
5. My Life – 3:11

Lato B
Testi e musiche di Phil Ochs.
1. The Scorpion Departs, But Never Returns – 4:15
2. The World Began in Eden But Ended in Los Angeles – 3:05
3. Doesn't Lenny Live Here Anymore – 5:48
4. Another Age – 3:55
5. Rehearsals for Retirement – 4:15

## Musicisti
- Phil Ochs - voce, chitarra
- Bob Rafkin - chitarra, basso
- Lincoln Mayorga - pianoforte
- Lincoln Mayorga - accordion (l'uso di questo strumento non è accreditato nelle note di copertina dell'album)
- Kevin Kelley - batteria (incerto, non accreditato nelle note di copertina dell'album)

Note aggiuntive
- Larry Marks - produttore
- Ray Gerhardt - ingegnere delle registrazioni
- Tom Wilkes - art director copertina album originale, fotografia copertina album originale